# 赵重勋
赵重勋（韩语：／，1920年2月11日—2002年11月17日），号静石，韩国企业家，是韓進集團和大韓航空的创始人，本贯杨州赵氏。

## 生平
赵重勋1920年2月11日生于仁川，是赵命熙和太天楫所生的四子四女之中的次子。赵重勋从徽文高等普通学校辍学后进入镇海高等海员养成所学习，1938年毕业后赴日本神户的一间造船厂做学徒，1940年获得日本遞信省二等机关士认证。1942年，赵重勋在京城府鐘路區孝悌洞开设一间名为“理研工业社”（이연공업사）的汽车发动机修理厂，但该厂1943年被迫结业，赵重勋其后前往龙山。
1945年11月1日，赵重勋凭此前购入的一辆二手货车在仁川创立主营货运业务的韩进商社，公司名称取“韩民族前进”之意，两年后车队规模扩至10辆，20世纪50年代更与驻韩美军签订运输协议。1966年越南战争期间，赵重勋再次与美军签署790万美元的合约，由韩进集团在越南歸仁市港口协助美军装卸军用物资。1969年3月1日，在朴正熙政府的多次请求下，韩进集团收购大韓航空，赵重勋由此开始发展空运业务，1977年创立韓進海運，进军海运业务。
1999年4月22日，赵重勋辞去大韩航空会长职务，其子赵亮镐接任。赵重勋于2002年11月17日在仁川仁荷大学医院病逝，享年82岁。

## 家族
- 父亲：趙命熙（조명희）（1895年－1971年）
- 母亲：太天楫（태천즙）（1895年－？）
  - 长兄：趙重烈（조중렬）（1915年6月14日－1999年4月19日）
  - 兄嫂：崔鶴熙（최학희）（1925年6月18日－）
  - 配偶：金貞一（김정일）（1923年7月28日－2016年12月15日）[15]
    - 长女：趙賢淑（조현숙）（1945年1月－）[16]
    - 长子：趙亮鎬（조양호）（1949年3月8日－2019年4月8日）
    - 长媳：李明姬（朝鲜语：이명희 (1949년)）（）（1949年12月19日－）：前大韩民国交通部（朝鲜语：대한민국 교통부）次官李在澈（朝鲜语：이재철 (1923년)）与金顺祚之女[17]
      - 孙女：赵显娥（조현아）（1974年10月5日－）
      - 孙子：趙源泰（朝鲜语：조원태）（）（1975年12月25日－）
      - 孙女：趙顯旼（朝鲜语：조현민 (기업인)）（）（1983年8月31日－）

    - 次子：趙南鎬（朝鲜语：조남호）（）（1951年2月12日－）
    - 三子：趙秀鎬（朝鲜语：조수호）（）（1953年6月21日－2006年11月26日）
    - 三媳：崔恩瑛（최은영）（1962年5月3日－）[18][19]：崔铉烈与东和免税店（朝鲜语：동화면세점）社长辛贞淑之女
    - 四子：趙正鎬（朝鲜语：조정호）（）（1954年10月5日－）
    - 四媳：具明珍（구명진）（1964年1月7日－）：Ourhome（朝鲜语：아워홈）会长具滋学（LG集团创始人具仁會次子）与李淑熙（三星集团创始人李秉喆次女）之女

  - 三弟：趙重建（조중건）（1932年12月29日－）
  - 四弟：趙重植（조중식）（1935年2月28日－）